# م‌م‌م م‌م‌م م‌م‌م م‌م‌م
«م‌م‌م م‌م‌م م‌م‌م م‌م‌م» (به انگلیسی: Mmm Mmm Mmm Mmm) یکی از تک‌آهنگ‌های گروه فولک-راک کانادایی کرش تست دامیز و سومین قطعهٔ آلبوم ۱۹۹۳ آن‌ها با نام God Shuffled His Feet است. این ترانه در سال ۱۹۹۵ نامزد دریافت جایزهٔ گرَمی «بهترین اجرای پاپ گروهی یا دونفره همراه با آواز» شده بود.

## محتوای ترانه
متن ترانه به انزوا و رنج‌های ۳ کودک می‌پردازد که ۲تای آن‌ها وضعیت جسمانی غیر عادی دارند؛ پسری که به‌خاطر یک شوک موهایش دچار سفیدی زودرس می‌شوند و دختری که روی پوستش لکه‌های مادرزادی وجود دارند. سومین کودک، پسر یک خانوادهٔ وابسته به کلیسای پروتستان بنیادگرا است که هر وقت با خانواده‌اش به کلیسا می‌رود مجبور است-طبق سنت-خودش را تکان بدهد و بلرزاند.

## ویدئو
موزیک ویدئوی «م‌م‌م م‌م‌م م‌م‌م م‌م‌م» منطبق با متن ترانه ساخته شده و موضوع‌های مرتبط با این ۳ کودک را در قالب یک نمایش که توسط شاگردان یک مدرسه در حضور پدر و مادرهای‌شان اجرا می‌شود به تصویر می‌کشد. در بخش‌هایی از ویدئو اعضای کرش تست دامیز به همراه گروه نوازندگان دیده می‌شوند که در پایین سِن، همزمان با اجرای نمایش، مشغول اجرای ترانه هستند.
نمایش که در ۳ پرده اجرا می‌شود در آغاز، یک چهارراه در یک شهر را نشان می‌دهد. در این بخش، پسری که مشغول راندن اتوموبیلش است در تقاطع، با ماشین دیگری تصادف می‌کند و بر اثر شوک وارده از تصادف موهایش سفید می‌شود.
در پردهٔ دوم دختر بچه‌ای نشان داده می‌شود که روی بدن‌اش لکه‌های تیره‌رنگ مادرزادی دارد و آن‌ها را از دیگران مخفی می‌کند. اما تعدادی از همسالانش با شمایلی شبیه کارآگاه‌ها او را دوره می‌کنند و با ذره‌بین لکه‌های روی بدن دخترک را وارسی می‌کنند.
در پردهٔ سوم نمایش، پسری به تصویر کشیده می‌شود که تابع قوانین انضباطی دقیق و محکم وضع‌شده از سوی والدینش است. در این بخش نحوهٔ حضور پسرک در کلیسا نشان داده می‌شود. پسر در حال تکان دادن و لرزاندن خود با حالتی عصبی به زن و مردی در جمعیت-که به‌نظر می‌رسد از ماجرای این پرده از نمایش و اجرای پسرک ناخشنود هستند-نگاه می‌کند. در این‌جا به مخاطب یادآوری می‌شود که این ۳ نفر، اعضای خانواده‌ای هستند که در متن ترانه در مورد آن‌ها سخن گفته شده‌است.